# Росберн (Манитоба)
Росберн (енгл. Rossburn) је варошица у југозападном делу канадске провинције Манитоба и део је географско-статистичке регије Паркланд. Насеље се налази на раскрсници магистралних путева 264 и 45 на око 20 км јужно од националног парка Рајдинг Маунтин.
Насеље је инкорпорирано у село 1913, а у варошицу 1997. године.
Према резултатима пописа становништва из 2011. у варошици су живела 552 становника у укупно 302 домаћинства, што је за 1,1% више у односу на 546 житеља колико је регистровано
приликом пописа 2006. године.

## Становништво
| 2011. |
| ----- |
| 552   |